# Pieve Tesino
Pieve Tesino település Olaszországban, Trento megyében. Lakosainak száma 648 fő (2023. január 1.). Pieve Tesino Canal San Bovo, Castello Tesino, Cavalese, Cinte Tesino, Ospedaletto, Scurelle, Telve, Ziano di Fiemme, Bieno, Castello–Molina di Fiemme, Tesero, Panchià és Castel Ivano községekkel határos.

## Népesség
A település népességének változása:
| Lakosok száma | 650  | 656  | 648  |
|               | 2017 | 2018 | 2023 |